# 딕 요크
딕 요크(Dick York, 1928년 9월 4일 ~ 1992년 2월 20일)는 미국의 배우이다. ABC 판타지 시트콤 《아내는 요술쟁이》에서 최초로 데린 스티븐스 역을 맡았다. 영화 《침묵의 소리》(1960년)에서는 교사 버트램 케이츠 역을 연기했다.
1959년 영화 《황야의 탈출》 촬영 중 겪은 심각한 척추 부상으로 인해 배우 활동에 제약을 받기 시작했다. 《아내는 요술쟁이》에서 맡은 역할이 성공을 거두었음에도 불구하고, 건강이 더욱 악화되어 1969년 시리즈를 하차했으며, 그 이후로는 거의 연기 활동을 하지 않았다.

## 초기 생애
요크는 인디애나주 포트웨인에서 세일즈맨인 버나드 요크와 재봉사인 베티 사이에서 태어났다. 시카고에서 자란 그는 한 가톨릭 수녀로부터 자신의 목소리에 재능이 있다는 것을 처음으로 인정받았다. 15세에 CBS 라디오 프로그램 《댓 브루스터 보이》의 주연으로 연기 경력을 시작했다. 뉴욕으로 진출하기 전에 수백 편의 라디오 쇼와 교육용 영화에도 출연했으며, 뉴욕에서는 브로드웨이 작품 《차와 동정》과 《버스 스톱》에서 연기했다. 생방송 텔레비전 방송에서는 폴 무니, 조앤 우드워드와 함께 출연했고, 영화 《마이 시스터 아일린》과 《카우보이》 등에서는 자넷 리, 잭 레먼, 글렌 포드와 함께 출연했다.
게리 쿠퍼, 리타 헤이워스와 함께 영화 《황야의 탈출》(1959년)를 촬영하던 중 영구적인 장애를 초래하는 척추 부상을 입었다. 요크의 말에 따르면, "게리 쿠퍼와 저는 부상당한 병사들을 태운 대차를 철로 위에서 밀고 있었습니다. 제가 탈것을 움직이게 하는 시소 같은 장치의 아래쪽을 잡고 있을 때였죠. 감독이 '컷!'이라고 외치는 순간 손잡이를 들어올리려는데, '부상병' 역의 배우 중 한 명이 손잡이를 잡았습니다. 예상했던 무게가 아닌, 갑자기 그의 전체 체중인 약 82kg을 들어올리게 된 거죠. 순간 오른쪽 등 근육이 찢어졌습니다. 그냥 툭 하고 끊어진 겁니다. 이것이 모든 일의 시작이었죠. 고통, 진통제, 중독, 그리고 경력의 단절까지."
요크의 부상이 바로 경력의 종말로 이어지지는 않았다. 부상을 입은 지 1년 후인 1960년, 영화 《침묵의 소리》에서 버트램 케이츠('원숭이 재판'으로 유명한 존 토머스 스코프스를 모델로 한 인물) 역을 맡았다.
이후 요크는 진 켈리, 리오 G. 캐럴과 함께 ABC 코미디 드라마 《고잉 마이 웨이》(1962년)에 출연했다. 한 시즌으로 끝난 이 시리즈에서 요크는 세속적 청소년 센터를 운영하는 톰 콜웰 역을 맡았다.
요크는 《저스티스》, 《앨프리드 히치콕 프레젠트》, 《앨프리드 히치콕 아워》, 《언터처블》, 《로하이드》, 《디 아메리칸스》, 《웨건 트레인》, 《아빠가 제일 잘 알아》, CBS의 《환상특급》, 《버지니안》, 《루트 66》을 비롯한 현재는 고전이 된 수십 편의 텔레비전 시리즈에 출연했다.

## 《아내는 요술쟁이》

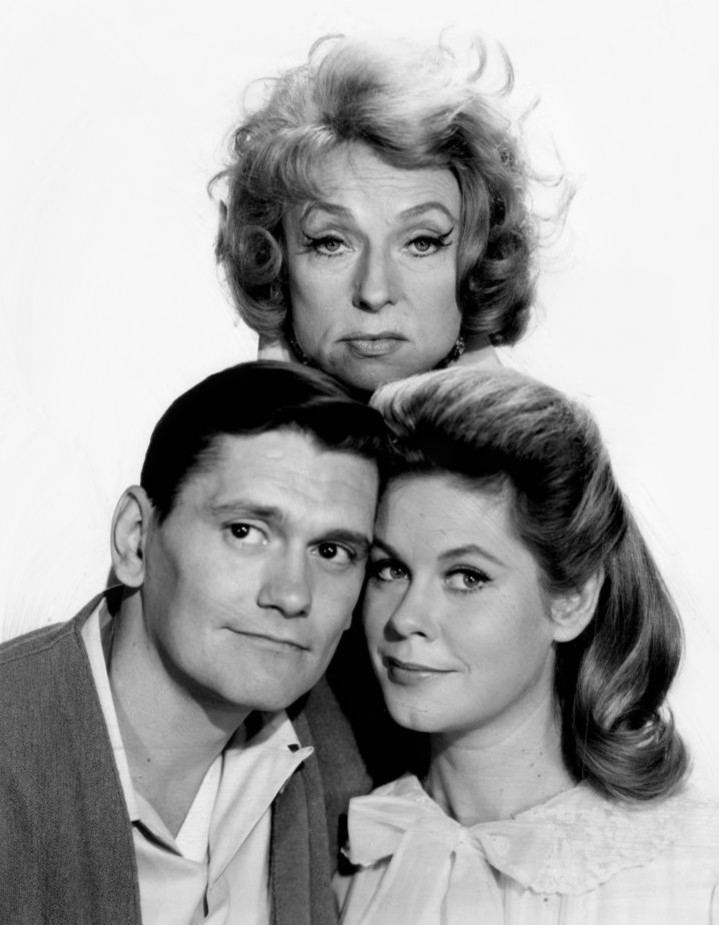
요크는 《아내는 요술쟁이》에서 사만다 스티븐스(엘리자베스 몽고메리 분) 역의 배우와 엔도라(애그니스 무어헤드 분) 역의 배우와 함께 출연했다.

1964년, 요크는 시트콤 《아내는 요술쟁이》에서 마녀 사만다(엘리자베스 몽고메리)의 평범한 인간 남편 데린 스티븐스 역을 맡기 시작했다. 이 작품은 큰 성공을 거두었고 요크는 1968년 에미상 후보에 올랐다.
제작진은 요크가 촬영 중간에 기댈 수 있도록 경사진 벽을 만들었다. 이를 통해 요크는 첫 두 시즌 동안 큰 어려움 없이 척추 부상을 견뎌낼 수 있었다. 그러나 세 번째 시즌의 중반에 이르러 요크의 척추 부상은 심각한 퇴행성 척추 질환으로 악화되었고, 걷는 데 도움이 필요할 정도여서 촬영이 자주 지연되었다. 요크가 때때로 심한 통증으로 고생했기 때문에, 후반기 《아내는 요술쟁이》 에피소드의 일부는 그의 캐릭터가 전체 에피소드 내내 침대나 소파에 누워있도록 각본이 쓰이고 연출되었다. 요크는 3, 4시즌의 여러 에피소드에 출연하지 못했고, 5시즌 촬영 중반에 하차하게 되면서 사만다와 그녀의 가족들에 초점을 맞춘 에피소드가 더 많이 제작되었으며, 데린이 출장 중이라는 설정이 자주 등장했다.
5시즌 에피소드 "대디 더즈 히즈 씽" 촬영 중 요크는 병이 들었다. "더 이상 촬영을 할 수 없을 정도로 아팠습니다. 거의 10일 동안 체온이 40.6도까지 올라갔고, 강한 항생제를 복용해야 했죠. 그날도 촬영장에 갔지만 몸 상태가 좋지 않았습니다. 분장을 마치고 촬영 호출을 기다리며 분장실에 누워있었죠. 제작진은 제가 많이 아프다는 걸 알고 있었고 쉴 시간을 주려 했습니다. 계속해서 오한이 났어요. 한여름인데도 양털 재킷을 입고 있었지만 온몸이 떨렸습니다. 그러다가 모리스 에반스와 함께 특수효과 장면을 위해 조명을 받으며 비계 위에 앉아있을 때였죠. 제 눈 위로 깜빡이도록 설치된 아주 작은 스포트라이트를 세팅하고 있었는데, 그 깜빡임 때문에 이상한 기분이 들었습니다. 그렇게 공중의 플랫폼에 앉아있다가... 바로 아래에 있던 현장 친구 기비에게 '기비, 내려가야 할 것 같아'라고 말했어요. 그가 절 돕기 시작했는데, 그 후로는 바닥에서 깨어났을 때까지 아무것도 기억이 나지 않습니다... 누군가 제 이빨을 벌리기 전에 혀를 크게 물어버렸더군요."
병원 침대에 누워있던 요크는 윌리엄 애셔 감독과 자신의 향후 거취에 대해 논의했다. "그만두고 싶나요?"라고 애셔가 물었다. "괜찮으시다면요, 빌리."라고 요크가 답했다. 이렇게 요크는 회복에 전념하기 위해 시트콤을 떠났고, 다시는 복귀하지 않았다. 딕 서전트가 데린 스티븐스 역을 이어받아 시리즈 6 시즌(1969년~1970년) 시작과 함께 합류했으며, 시리즈가 끝나는 8 시즌(1971년~1972년)까지 이 역할을 맡았다. 서전트는 원래 1964년에 데린 역을 제안받았으나, 단명한 시트콤 《브로드사이드》 출연을 선택했다.
극중에서는 데린과 장모 엔도라가 대립 관계였지만, 실제로 딕 요크와 애그니스 무어헤드는 매우 친밀한 사이였다. 무어헤드는 요크가 하차하고 딕 서전트로 교체된다는 사실이 확정되었을 때 매우 안타까워했다.

## 말년
이후 18개월 동안 요크는 처방받은 진통제의 약기운 속에서 대부분의 시간을 병상에서 보냈다. 사후에 출간된 회고록 《시소 소녀와 나》에서 그는 약물 중독을 이겨내고 경력 상실을 받아들이기까지의 투쟁을 서술했다. 이 책은 대부분 힘든 시기를 함께 견뎌준 아내 조앤(본명 알트)에게 바치는 러브레터이며, 책 제목의 '시소 소녀'는 바로 그의 아내를 가리킨다.
그는 갑자기 약물을 끊었고, 이로 인해 6개월간의 힘든 금단 증상과 회복 과정을 겪었다. "머릿속에서 밤낮으로 백파이프 소리가 울렸어요."라고 요크는 회상했다. "그 소리가 계속해서 멈추지 않았죠... 팬들이 속삭이는 소리가 들리고 벽에서도 속삭임이 들렸으며, TV를 보다가도 어떤 식으로 화면이 번쩍이면 발작이 일어나곤 했습니다. 혀를 깨물지 않도록 아내가 제 입에 손을 넣은 것도 기억납니다. 잠을 잘 수가 없었고 환각에 시달렸죠. 저는 빗소리를 녹음해서 밤에 침대에 누워 들었는데, 그 저주받은 백파이프 소리를 잠재우기 위해서였습니다."
요크는 결국 중독을 이겨냈고 1980년대 초반에 연기 활동을 재개하려 했다. 그의 마지막 출연작은 프라임타임 텔레비전 시리즈 《사이먼 & 사이먼》과 《꿈꾸는 낙원》이었다. 이후 매니저가 그를 대신해 미국 배우 조합에 등록하지 않는 바람에 더 이상 섭외 전화를 받지 못하게 되었고, 연예계에서 은퇴했다.

## 사망
요크는 평생 하루 세 갑을 피울 정도의 골초였으며 《아내는 요술쟁이》 촬영장에서도 자주 담배를 피웠다. 그는 말년에 폐기종과 싸워야 했다. 1989년경에는 산소 호흡기의 도움이 필요했다. 미시간주 록퍼드의 자택에서 병상 생활을 하면서도 그는 노숙자와 도움이 필요한 이들을 위한 민간 자선단체 '액팅 포 라이프'(Acting for Life)를 설립했다. 전화를 통해 정치인, 기업인, 일반 대중이 물품과 자금을 기부하도록 독려했다.
고통 속에서도 요크는 이렇게 말했다. "저는 축복받은 사람입니다. 불평할 것이 없죠. 라디오, 무대, 영화, 텔레비전에서 저를 사랑해 준 사람들에게 늘 둘러싸여 있었으니까요. 잘못된 것이라곤 단순히 육체적인 것뿐이었습니다."
요크는 1992년 2월 20일, 63세의 나이로 미시간주 이스트그랜드래피즈의 블로젯 병원에서 폐기종 합병증으로 사망했다. 시신은 미시간주 록퍼드의 플레인필드 공동묘지에 안장되어 있다.

## 영화
- 아내는 요술쟁이 (1964년)tv  드라마
- 황야의 탈출 (1959년)
- 카우보이 (1958년)
- 오퍼레이션 매드 볼 (1957년)
- 마이 시스터 에일린 (1955년)
- 스튜디오 원 (1948년)

## 저서
- 요크, 딕. 《시소 소녀와 나》(New Path Press, 2004) 사후 출간.